# کاسالا کامانگا
کاسالا کامانگا (انگلیسی: Kasala Kamanga؛ زادهٔ ۱۸ دسامبر ۱۹۶۰) بازیکن زن بسکتبال اهل جمهوری دموکراتیک کنگو بود. وی در بازی‌های المپیک تابستانی ۱۹۹۶ شرکت کرده‌است.